# ダスキー・サウンド

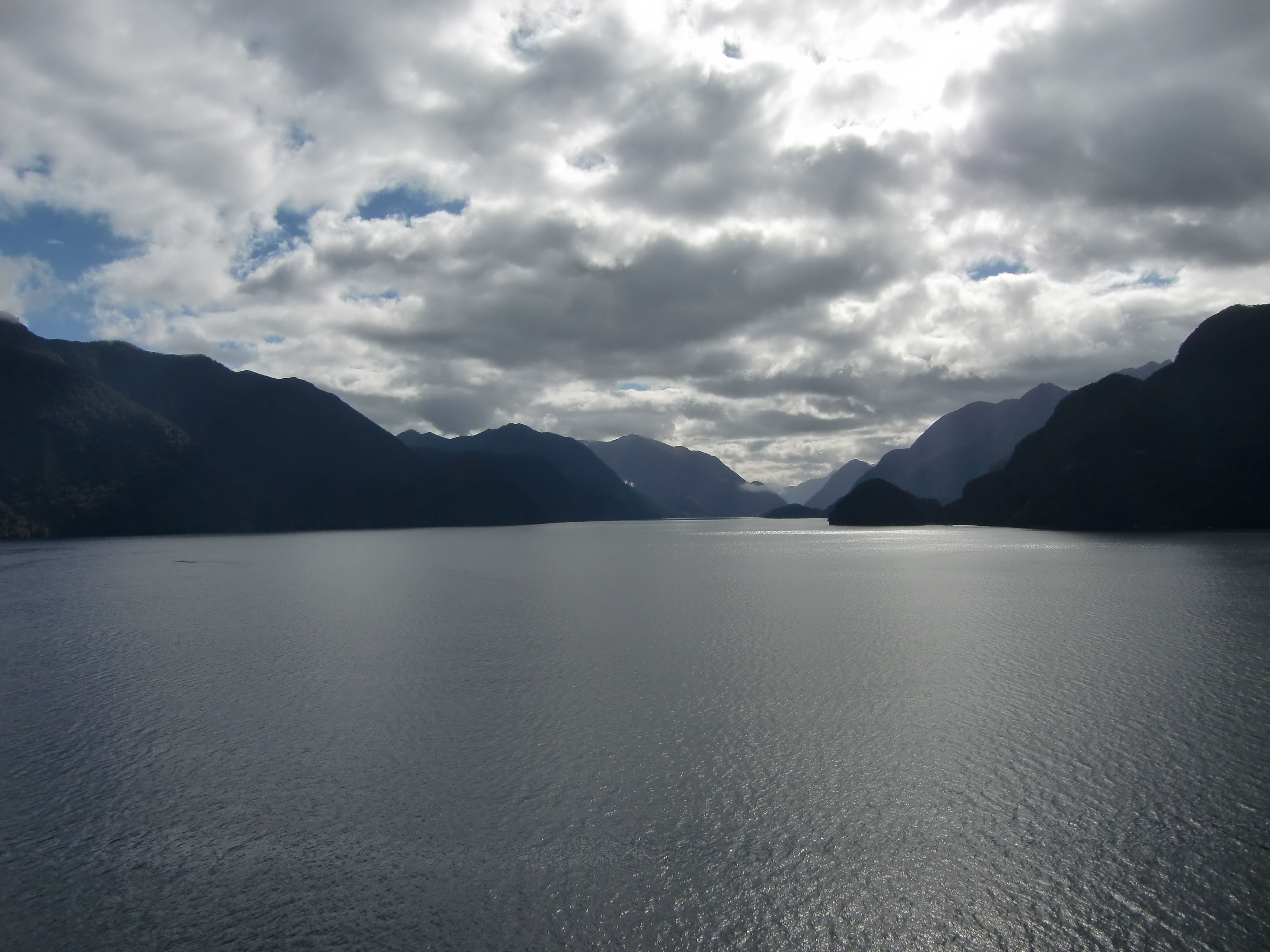
ダスキー・サウンド

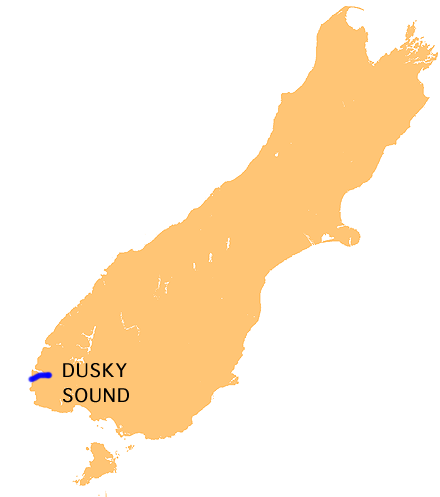
ダスキー・サウンドの位置

ダスキー・サウンド (英語: Dusky Sound) またはタマテア（マオリ語: Tamatea）は、ニュージーランドの南島の南西端にあるフィヨルドであり、フィヨルドランド国立公園内にある。

## 地理
ダスキー・サウンドは、この海岸にある数多くのフィヨルドの中で、最も入り組んだものの1つである。また、この海岸で最大級のフィヨルドの1つでもあり、長さが40キロメートルで最も広い地点で幅が8キロメートルある。レゾリューション島のファイブ・フィンガーズ半島が、北西からダスキー・サウンドの入り口をおおう形になっている。この島の東海岸に沿って、アケロン水道が、ダスキー・サウンドと北にあるブレイクシー・サウンドを結んでいる。
ダスキー・サウンドには、いくつかの大きな島があり、アンカー島、ロング島そしてクーパー島が有名である。ダスキー・サウンドの奥部は、脇が急な崖になっており、この地域は降水量が多いことから、雨季には幾百の滝が入江になだれ落ちる。アザラシとハンドウイルカ（世界の南端の個体群の一つ）が、しばしばこの入江の水面に見られ、稀にではあるが、かつてこの海域における捕鯨事業により激減したクジラ（とくにミナミセミクジラとザトウクジラ）、なども現れ、とくにザトウクジラは2010年以降に定着し始めている。この入江に注ぐ多くの小川の中で、シーフォース川が最も大きい。

## 歴史
ヨーロッパ人による歴史以前、マオリ族がモア狩りの際に、この入江の水辺で時折、野営したと信じられている。
ダスキー･サウンドが、ヨーロッパの探検家によって初めて観測されたのは、ジェームズ・クックが、ニュージーランドへの初航海中の1770年2月13日に、この入江への開口部を観察したときである。彼は、それをダスキー・ベイと名付けた。クックは、ニュージーランドへの2回目の探検で、この入江を探検するのに2か月を費やし、そこを港として用いて、作業場と観測所を設けた。ニュージーランドで最初に醸造されたビールは、この時にクックの隊員によって醸造されたと信じられている。クックは、また、この入江で多数のマオリ人と友好的な関係を結んだ。
ダスキー･サウンドは、18世紀の終わりから19世紀のはじめにかけて訪れた他の船にも、港として利用された。また、1792年以来、アザラシ猟師にとって人気の場所となった。
1903年に、ダスキー･サウンドからマナポウリ湖への道の建設が試みられたが、それは完成せず、マリー湖の西側で突然に終っている。

## アクセス方法
ダスキー･サウンドへのアクセス方法は、海または空のみで、この海岸に至る道路はない。しかしながら、ダスキー･トラックとして知られるトランピングコースが、マナポウリ湖とハウロコ湖から入江の奥部へと延びている。
座標: 南緯45度44分57秒 東経166度47分12秒 / 南緯45.7492度 東経166.7866度